# Catarina Furtado
Catarina Cardoso Garcia da Fonseca Furtado, född 25 augusti 1972 i Lissabon, är en portugisisk programledare, skådespelerska och Goodwillambassadör. Hon är dotter till RTP-journalisten Joaquim Furtado.
Furtado presenterade och ledde, tillsammans med Daniela Ruah, Filomena Cautela och Sílvia Alberto, Eurovision Song Contest 2018 i Lissabon.